# Lunds stifts kyrkospel
Lunds stifts kyrkospel är en ideell förening grundad 1960 som varje år sätter upp ett kyrkospel i Lunds domkyrka. Kyrkospelet kombinerar dramatik, musik, konst och liturgi, och är ofta infogat i en mässa.
Kyrkospelen utgår från nyskrivet manus, nyskriven musik och koreografi. Urpremiärer sker som regel vartannat år, varefter samma spel framförs i två säsonger. Under de första trettio verksamhetsåren leddes Lunds stifts kyrkospel av Birgitta Hellerstedt. Därefter har rollen axlats av en rad scenkonstnärer, såsom Lena Sjöstrand, Lars Eidevall, Jens Ulvsand och Lotten Roos. 
Nuvarande konstnärlig ledare är Åsa Egnér.

## Produktioner i urval
- 1960 – Vårt rop, av Ulf Söderlind.
- 1962 & 1963 – Marias oro, av Olov Hartman.
- 1971 & 1972 – Låt krukan stå, av Gunnar Edman.
- 1973–1975 – Jag var i fängelse, av Mikis Theodorakis m.fl.
- 1979–1981 – Himlen och hunden, av Arne H. Lindgren.
- 1985 & 1986 – Sagan om Jons själ, av Britt G. Hallqvist.
- 2000 & 2001 – Den tunna hinnan, av Karin Parrot-Jonzon.
- 2004 & 2005  – Jag är den jag är, med speltext Sov du lilla barnet mitt av Jon Fosse.
- 2007 – Mot hjärtats mitt, avsnitt ur Kerstin Ekmans roman Skraplotter, dramatiserade av Lena Sjöstrand.
- 2009 – Varför just jag?, av Oline Stig och Lena Ekhem.
- 2014 & 2015 – Brittsommar, av Gertrud Larsson och Lotten Roos utifrån texter av Larsson och Britt G. Hallqvist.
- 2016 & 2017 – Har du tid?, av Liv Elf Karlén.
- 2018 & 2019 – Någon som du, av Liv Elf Karlén.
- 2020 & 2021 – Jordens bön, av Åsa Egnér och Anette Lindbäck. Gavs även som gudstjänst i SVT, december 2022.
- 2022 & 2023 – Uppenbarelse, av Åsa Egnér och Anette Lindbäck.[2]
- 2024 & 2025 – Det befriande tvånget – ett spel om Nathan Söderblom och Freden, av Åsa Egnér och Oliver Lindman, med musik av Johan Magnus Sjöberg.[3]